# Ульяновский троллейбус
Ульяновский троллейбус — система троллейбусного транспорта города Ульяновска, открытая 5 января 1974 года.
Троллейбусная сеть города целиком расположена в Заволжском районе на левом берегу Волги, функционирует отдельно от трамвайной и состоит из 9 маршрутов. Эксплуатируются троллейбусы моделей ЗиУ-682, БТЗ-52761Р, Тролза-5275.07 «Оптима», МТРЗ-6223, ТролЗа-5275.03 «Оптима»,  ТролЗа-5275.05 «Оптима», ВМЗ-5298.01 (ВМЗ-463), БКМ 20101, ЗиУ-682ГМ1 и АКСМ-32100D

## Организация-перевозчик
Эксплуатацию троллейбусных линий осуществляет МУП «Ульяновскэлектротранс», адрес: г. Ульяновск, ул. Гончарова, 2:
- Заволжское троллейбусное депо № 3, адрес: г. Ульяновск, ул. Оренбургская, 2

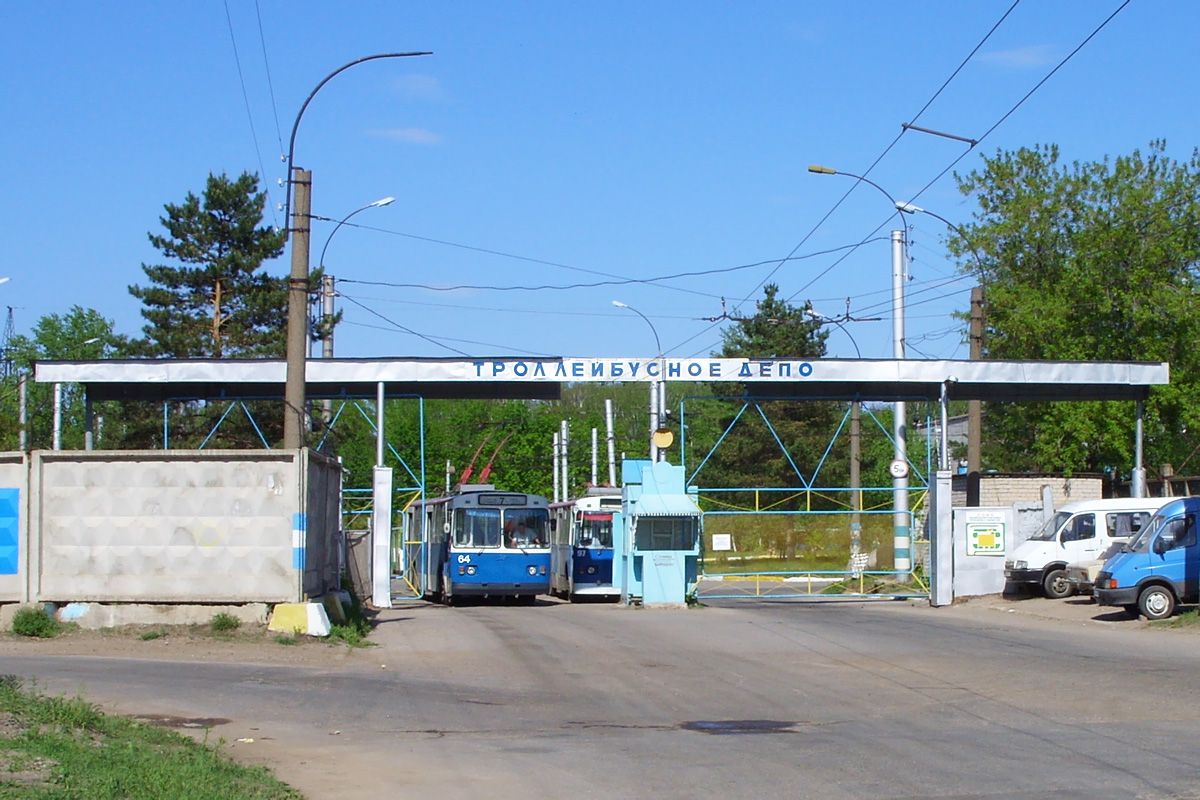
Ворота Заволжского троллейбусного депо

## История
- 6 июня 1963 года вышло постановление Ульяновского горисполкома «О строительстве троллейбусного транспорта в Ульяновске», согласно которому намечалось строительство двух линий (№ 1 — От з-да им. Володарского по Димитровградскому шоссе и ул. Волжской, до завода Вычислительных машин завода и № 2 — От шоссе Ульяновск — Чердаклы по ул. 40 Лет Октября, Кузнецова и Деева до ул. Волжской) общей протяжённостью 11,5 км и депо на 50 машин с развитием до 100.
- В 1967 году началось строительство системы.
- В октябре 1972 года прибыли первые 10 троллейбусов модели ЗиУ-5, которые первоначально находились на территории Засвияжского трамвайного депо в Засвияжском районе, а потом были отбуксированы в троллейбусное депо в Заволжском районе.
- 3 апреля 1973 года управление трамвая переименовано в трамвайно-троллейбусное управление (УТТУ).
- 1 января 1974 года была открыта первая троллейбусная линия ул. Оренбургская — железнодорожная станция «Верхняя Терраса». Протяженность маршрута около 13 км. Депо и линию ввели в эксплуатацию СМУ-15 Треста № 1, управления «Волгоэлектромонтаж» и специалисты цеха энергослужбы УТТУ.
- В 1974 году прибыли первые троллейбусы ЗиУ-9.
- В 1976 году первая троллейбусная линия была продлена до машиностроительного завода имени Володарского.
- 1982 год — разработан проект первой очереди троллейбусной линии на другом берегу Волги в Правобережье. Она должна была начинаться у Ленинского мемориала в центре города в Ленинском районе и идти через улицу Карла Маркса по новому мосту через Свиягу по улице Пушкарёва (Засвияжский район) и Московскому шоссе до путепровода. Протяженностью в 18,5 км. Планировалось, что движение на этой линии откроется уже в 1985 году. А после реконструкции и расширения путепровода троллейбус должен был пройти до аэропорта. Но проект не был воплощён в жизнь из-за финансирования, было построено только депо (ныне супермаркет Metro).
- В 1986 году появилась троллейбусная линия в Новом городе, крупном микрорайоне в Заволжском районе, возникшем вокруг Ульяновского авиационно-промышленного комплекса (ныне завод Авиастар-СП).
- В 1991 году были закуплены последние новые троллейбусы. После этого долгое время не велось закупок подвижного состава и не строились новые линии. К тому времени насчитывалось 7 маршрутов[1].
- В 2008 году были закуплены первые за долгое время новые троллейбусы: два БТЗ-52761Р.
- В 2012 году было два крупных события: открыта первая за долгое время новая линия до проспекта Сурова в Новом городе и закуплена крупная партия новых троллейбусов: 14 Тролза-5275.03 «Оптима» и 5 Тролза-5275.07 «Оптима».
- 28 августа 2013 года стал работать новый троллейбус МТРЗ-6223.
- 2015 год. Троллейбус МТРЗ-6223 был оснащён системой автономного хода с аккумуляторами для осуществления перспективного проекта продления маршрута движения троллейбусов до Правобережья через Волгу по Императорскому мосту без строительства контактной сети. 15 и 20 декабря прибыли три новых низкопольных троллейбуса БКМ-32100D, один из которых оснащён системой автономного хода (была снята в июне 2016 года). Они вышли на маршруты в феврале 2016 года. Также 15 декабря прибыл на тесты новый низкопольный троллейбус ПКТС-6281 «Адмирал» производства ПК Транспортные системы с системой автономного хода. 16 декабря он совершил пробную поездку на аккумуляторах через Волгу по Императорскому мосту до здания Центробанка через улицу Гончарова. Пассажирами были высшие лица города и Ульяновской области среди которых был губернатор Сергей Морозов. 11 января 2016 года он покинул Ульяновск. Проект линии через Волгу был отложен на неопредёлённое время.
- 1 ноября 2016 года. Были введены изменения в схему движения троллейбусов. Изменились пути следования и присвоены новые номера следующим маршрутам: № 4 (присвоен новый номер 14), 4А (теперь № 15), 10 (теперь № 5). Введен два новых маршрута: № 17 " К/ст "Санаторий «Итиль» — "К/ст «4-я проходная» и «№ 18» «Детская поликлиника № 6» — пр. Авиастроителей — «Детская поликлиника № 6».
- 1 октября 2017 года. По многочисленным просьбам жителей Заволжского района с 1 октября 2017 г. маршрут троллейбуса № 6 продлевается до Нижней Террасы. Маршрут троллейбуса № 8 отменяется. Одновременно на маршруте № 5 сокращаются интервалы в часы «пик» до 9 минут
- 1 ноября 2017 года. троллейбус № 6 вновь следует от проспекта Дружбы Народов (в часы «пик» от 4-й проходной) до санатория «Итиль». Руководством МУП «Ульяновскэлектротранс» принято решение прекратить эксперимент по продлению маршрута до Нижней Террасы в связи с низкой наполняемостью троллейбусов и отсутствием связи в мкр. Новый город, центрального пр-кт Лен. Комсомола, с центральной городской клинической больницей (ЦГКБ).

## Маршруты
По состоянию на июль 2025 года в Ульяновске функционируют 11 троллейбусных маршрутов:
| №  | Следует                                     | Подробный маршрут | Дополнительно                                          |
| -- | ------------------------------------------- | --- | ------------------------------------------------------ |
| 1  | Санаторий «Итиль» — УАПК                    | Санаторий «Итиль» — ул. Брестская — пр-кт Созидателей -Торговый центр Лента- пр-кт Дружбы Народов — 40-й проезд Инженерный — УАПК — 40-й проезд Инженерный — пр-кт Дружбы Народов — пр-кт Созидателей — Заволжский рынок — пр-кт Генерала Тюленева — пр-кт Авиастроителей — пр-кт Туполева — пр-кт Созидателей — Торговый центр Лента — ул. Деева — ул. Врача Михайлова — ул. Оренбургская — ЦГКБ — Санаторий «Итиль» | Полукольцевой                                          |
| 2  | Санаторий «Итиль» — Краснопролетарская      | Санаторий «Итиль» — ул. Брестская — ул. Деева — ул. Врача Михайлова — ул. 40 лет Октября — ул. Московская — ул. Жуковского — Димитровградское шоссе — ул. Шоферов — Краснопролетарская — ул. Шоферов — Димитровградское шоссе — ул. Жуковского — ул. Московская — ул. 40 лет Октября — ул. Врача Михайлова — ул. Оренбургская — ЦГКБ — Санаторий «Итиль» | Полукольцевой, работает в утренний час "пик" по будням |
| 3  | Проспект Авиастроителей — УАПК              | Проспект Авиастроителей — пр-кт Авиастроителей — пр-кт Генерала Тюленева — Заволжский рынок — пр-кт Антонова — 40-й проезд Инженерный — УАПК | Маятниковый, работает в часы «пик» по будням           |
| 5  | Санаторий «Итиль» — пр-кт Генерала Тюленева | Санаторий «Итиль» — ул. Брестская — пр-кт Созидателей -Торговый центр Лента- пр-кт Туполева — пр-кт Авиастроителей — пр-кт Генерала Тюленева — Заволжский рынок — пр-кт Созидателей -Торговый центр Лента — ул. Деева — ул. Врача Михайлова — ул. Оренбургская — ЦГКБ — Санаторий «Итиль» | Полукольцевой                                          |
| 6  | Санаторий «Итиль» — 4УАПК                   | Санаторий «Итиль» — ул. Брестская — пр-кт Созидателей -Торговый центр Лента- пр-кт Туполева — пр-кт Ленинского Комсомола — пр-кт Дружбы народов -4-я проходная УАПК — пр-кт Дружбы народов — пр-кт Ленинского Комсомола — пр-кт Туполева — пр-кт Созидателей — Торговый центр Лента — ул. Деева — ул. Врача Михайлова — ул. Оренбургская — ЦГКБ — Санаторий «Итиль» | Полукольцевой                                          |
| 12 | Краснопролетарская — Парк «Прибрежный»      | Краснопролетарская — ул. Шоферов — Димитровградское шоссе — ул. Жуковского — ул. Московская — ул. 40 лет Октября — ул. Врача Михайлова — ул. Деева — пр-кт Созидателей — Торговый центр Лента- пр-кт Туполева — пр-кт Ленинского Комсомола — пр-кт Врача Сурова — Торговый центр Магнит — Парк «Прибрежный» — пр-кт Врача Сурова — Торговый центр Магнит — пр-кт Ленинского Комсомола — пр-кт Туполева — пр-кт Созидателей -Торговый центр Лента- ул. Деева — ул. Врача Михайлова — ул. 40 лет Октября — ул. Московская — ул. Жуковского — Димитровградское шоссе — ул. Шоферов — Краснопролетарская                  | Маятниковый, дата открытия маршрута 16.10.2013 г.      |
| 14 | Краснопролетарская — Парк «Прибрежный»      | Краснопролетарская — ул. Шоферов — Димитровградское шоссе — ул. Жуковского — ул. Московская — ул. 40 лет Октября — ул. Врача Михайлова — ул. Деева — пр-кт Созидателей — Торговый центр Лента- пр-кт Туполева — пр-кт Авиастроителей — пр-кт Врача Сурова — Парк «Прибрежный» — пр-кт Врача Сурова — пр-кт Авиастроителей — пр-кт Туполева — пр-кт Созидателей -Торговый центр Лента- ул. Деева — ул. Врача Михайлова — ул. 40 лет Октября — ул. Московская — ул. Жуковского — Димитровградское шоссе — ул. Шоферов — Краснопролетарская                                                                              | Маятниковый, дата открытия маршрута 01.11.2016         |
| 15 | Краснопролетарская — Парк «Прибрежный»      | Краснопролетарская — ул. Шоферов — Димитровградское шоссе — ул. Жуковского — ул. Московская — ул. 40 лет Октября — ул. Врача Михайлова — ул. Деева — пр-кт Созидателей — Торговый центр Лента- пр-кт Созидателей — Заволжский рынок — пр-кт Генерала Тюленева — пр-кт Авиастроителей — пр-кт Врача Сурова — Парк «Прибрежный» — пр-кт Врача Сурова — пр-кт Авиастроителей — пр-кт Генерала Тюленева — Заволжский рынок — пр-кт Созидателей — Торговый центр Лента- ул. Деева — ул. Врача Михайлова — ул. 40 лет Октября — ул. Московская — ул. Жуковского — Димитровградское шоссе — ул. Шоферов — Краснопролетарская | Маятниковый, дата открытия маршрута 01.11.2016         |
| 18 | пр-кт Туполева — кольцевой                  | пр-кт Туполева — пр-кт Созидателей — Заволжский рынок — пр-кт Генерала Тюленева — пр-кт Авиастроителей — пр-кт Туполева | Кольцевой                                              |

### Оплата проезда[2]
На 2025 год проезд составляет 38 рубль по наличному расчёту и 37 рублей по транспортной или банковской карте и по qr-коду.  

## Перспективы развития
В качестве перспектив развития рассматривается соединение двух систем электротранспорта в городе (троллейбусной на Левом берегу и трамвайной на Правом) путём приобретения новых троллейбусов с возможностью автономного хода. Первоначально новые маршруты планируется запустить через Императорский мост, а в более далёкой перспективе к нему добавится и Президентский. 

## Подвижной состав
По состоянию на ноябрь 2020 г. в Ульяновске эксплуатируются троллейбусы следующих моделей:
| Модель                  | Количество | Годы выпуска |
| ----------------------- | ---------- | ------------ |
| ЗиУ 682В0А (В-012)      | 7          | 1988-1990    |
| ЗиУ 682В0В (В-013)      | 8          | 1990         |
| ЗиУ 682Г00              | 7          | 1991         |
| БТЗ 52761Р              | 1          | 2008         |
| Тролза 5275.07 «Оптима» | 5          | 2012         |
| Тролза 5275.05 «Оптима» | 7          | 2005         |
| Тролза 5275.03 «Оптима» | 14         | 2012         |
| МТРЗ-6223               | 1          | 2013         |
| АКСМ-32100D             | 3          | 2015         |
| ВМЗ-5298.01 (ВМЗ-463)   | 4          | 2006-2007    |
| БКМ 20101               | 2          | 2003-2005    |
| ЗиУ-682ГМ1              | 1          | 2010         |
| Общее количество        | 60         |              |

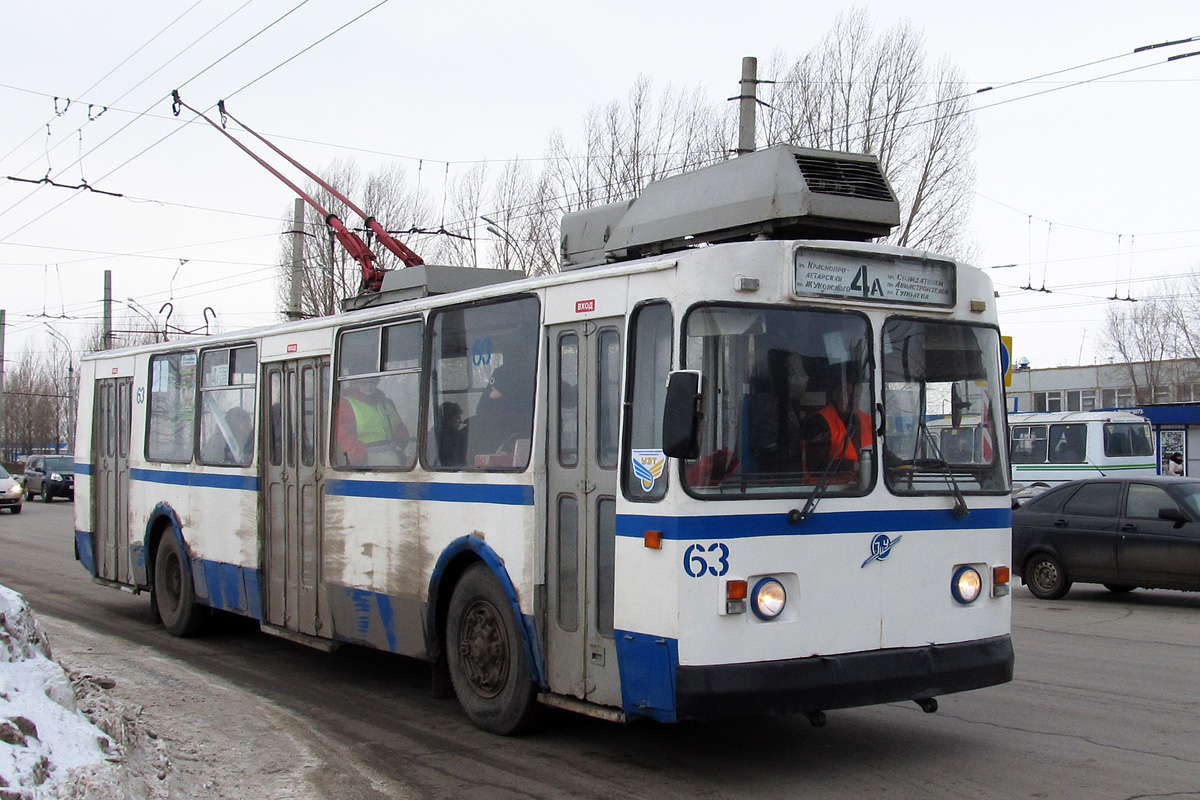
Троллейбус ЗиУ 682В00 №63, прошедший КВР на заводе Авиастар-СП с выносом электрооборудования на крышу и установленными в салоне сиденьями от трамвая Tatra T3 (примечание: троллейбус с бортовым номером 63 списан в июне 2013 г.)
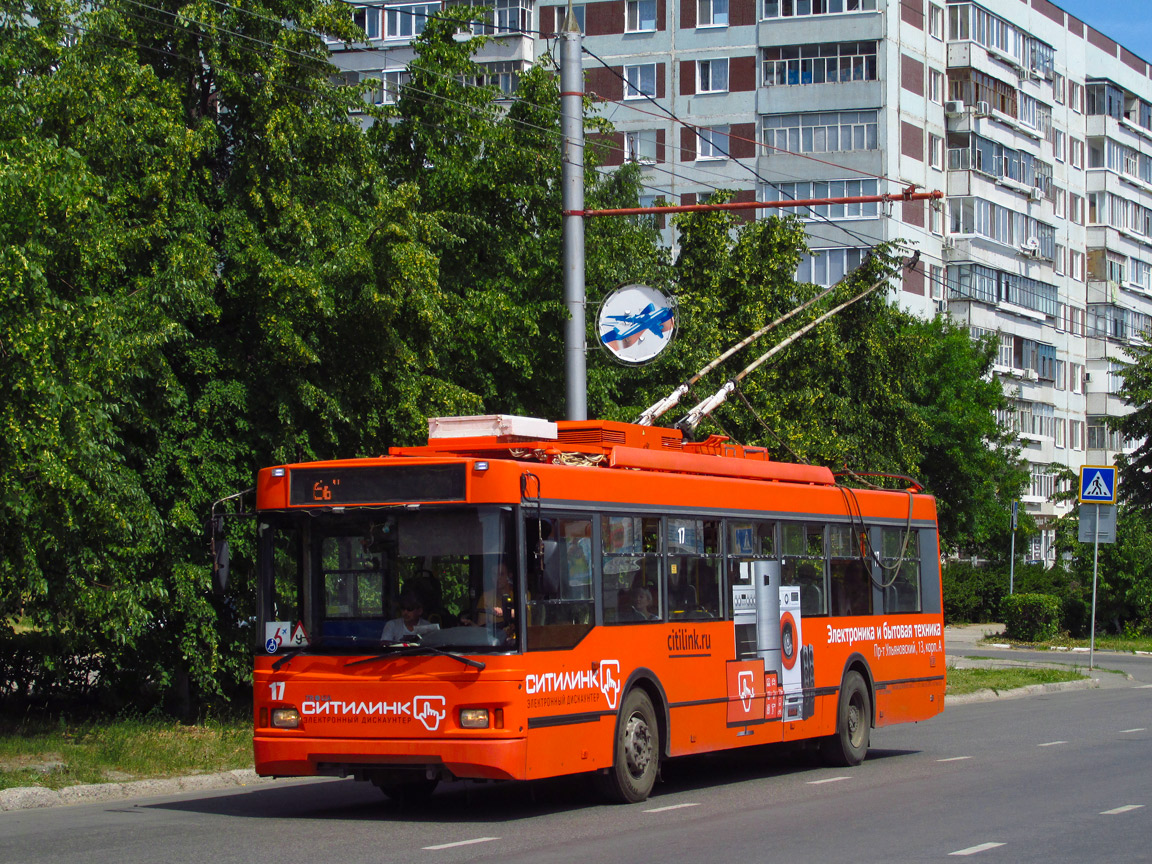
Троллейбус Тролза-5275.03 "Оптима"